# Смілка італійська
{{#ifeq:0|0|{{#if:|{{#if:Sileneitalica|[[]}}|}}}}
Смілка італійська (лат. Silene italica) — багаторічна трав'яниста рослина роду смілка (Silene).

## Ботанічний опис
Стебла висотою 25–80 см.
Чашечка 18–20 мм, циліндрична. Пелюстки білі, з пластинками, надрізаними більш як на половину. Цвіте з травня по червень.
Плід — коробочка довжиною 8–10 мм.

## Поширення
Поширена у Європі та Азії. В Україні зустрічається у Криму, у світлих лісах, посеред чагарників.